# Galopun
Galopun je nenaseljen otok v Jadranskem morju. Pripada Hrvaški. V skladu z zakonom o otokih je Galopun glede na demografske razmere in gospodarski razvoj uvrščen v kategorijo majhnih, občasno naseljenih in nenaseljenih otokov in otočkov, za katerega se sprejemajo programi trajnostnega razvoja otokov.
V državnem programu za zaščito in uporabo majhnih, občasno naseljenih in nenaseljenih otokov ter okoliškega morja Ministrstva za regionalni razvoj in sklade Evropske unije je Galopun uvrščen med "otoke z manjšo nadmorsko višino (skale različnih oblik in velikosti). Površina otoka je 2.930 m2 in pripada občini Vrsar.